# Atletismo nos Jogos Olímpicos de Verão de 2016 - 3000 m com obstáculos feminino

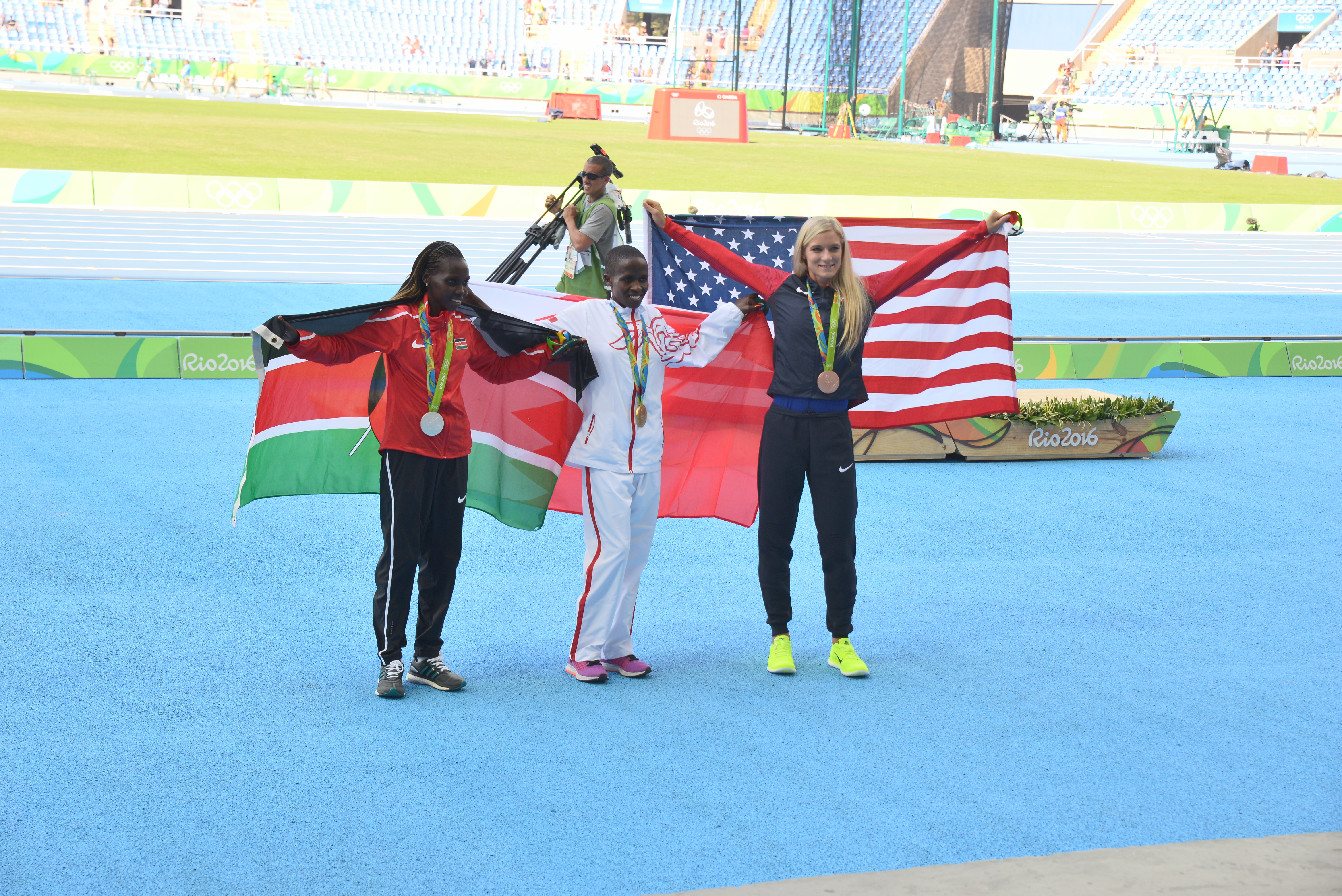
Medalhistas da prova após a cerimônia de premiação.

A competição dos 3000 metros com obstáculos feminino do atletismo nos Jogos Olímpicos de Verão de 2016 aconteceu entre os dias 13 e 15 de agosto no Estádio Olímpico. 

## Calendário
Horário local (UTC-3).
| Data                          | Horário | Fase          |
| ----------------------------- | ------- | ------------- |
| Sábado, 13 de agosto de 2016  | 10:05   | Eliminatórias |
| Segunda, 15 de agosto de 2016 | 11:15   | Final         |

## Medalhistas
| Ouro   | BRN Ruth Jebet     |
| Prata  | KEN Hyvin Jepkemoi |
| Bronze | USA Emma Coburn    |

## Recordes
Antes desta competição, os recordes mundiais e olímpicos da prova eram os seguintes:
| Tipo | Atleta                   | Tempo   | Local  | Data                 |
| ---- | ------------------------ | ------- | ------ | -------------------- |
|      | Gulnara Samitova-Galkina | 8:58.81 | Pequim | 17 de agosto de 2008 |
|      | Gulnara Samitova-Galkina | 8:58.81 | Pequim | 17 de agosto de 2008 |

## Resultados

### Eliminatórias
Qualificação: Os primeiros 3 em cada bateria (Q) e os 6 mais rápidos (q) avançam para as finais.

#### Bateria 1
| Pos. | Atleta                | CON                | Tempo   | Notas                |
| ---- | --------------------- | ------------------ | ------- | -------------------- |
| 1    | Ruth Jebet            | BRN Bahrein        | 9:12.62 | Q                    |
| 2    | Sofia Assefa          | ETH Etiópia        | 9:18.75 | Q                    |
| 3    | Gesa Felicitas Krause | GER Alemanha       | 9:19.70 | Q                    |
| 4    | Colleen Quigley       | USA Estados Unidos | 9:21.82 | q                    |
| 5    | Lydia Rotich          | KEN Quênia         | 9:30.21 | q                    |
| 6    | Mariya Shatalova      | UKR Ucrânia        | 9:30.89 | Recorde pessoal      |
| 7    | Peruth Chemutai       | UGA Uganda         | 9:31.03 | Recorde pessoal      |
| 8    | Charlotta Fougberg    | SWE Suécia         | 9:31.16 |                      |
| 9    | Özlem Kaya            | TUR Turquia        | 9:32.03 | Recorde da temporada |
| 10   | Sviatlana Kudzelich   | BLR Bielorrússia   | 9:32.93 | Recorde da temporada |
| 11   | Fadwa Sidi Madane     | MAR Marrocos       | 9:32.94 | Recorde da temporada |
| 12   | Diana Martín          | ESP Espanha        | 9:44.07 |                      |
| 13   | Ingeborg Løvnes       | NOR Noruega        | 9:44.85 |                      |
| 14   | Kerry O'Flaherty      | IRL Irlanda        | 9:45.35 | Recorde da temporada |
| 15   | Juliana dos Santos    | BRA Brasil         | 9:45.95 |                      |
| 16   | Erin Teschuk          | CAN Canadá         | 9:53.70 |                      |
| 17   | Anju Takamizawa       | JPN Japão          | 9:58.59 |                      |

#### Bateria 2
| Pos. | Atleta             | CON                | Tempo    | Notas                |
| ---- | ------------------ | ------------------ | -------- | -------------------- |
| 1    | Beatrice Chepkoech | KEN Quênia         | 9:17.55  | Q                    |
| 2    | Emma Coburn        | USA Estados Unidos | 9:18.12  | Q                    |
| 3    | Habiba Ghribi      | TUN Tunísia        | 9:18.71  | Q,                   |
| 4    | Lalita Babar       | IND Índia          | 9:19.76  | q,                   |
| 5    | Madeline Hills     | AUS Austrália      | 9:24.16  | q,                   |
| 6    | Fabienne Schlumpf  | SUI Suíça          | 9:30.54  | q,                   |
| 7    | Hiwot Ayalew       | ETH Etiópia        | 9:35.09  |                      |
| 8    | Matylda Kowal      | POL Polônia        | 9:35.13  | Recorde pessoal      |
| 9    | Sanaa Koubaa       | GER Alemanha       | 9:35.15  | Recorde pessoal      |
| 10   | Victoria Mitchell  | AUS Austrália      | 9:39.40  | Recorde da temporada |
| 11   | Michelle Finn      | IRL Irlanda        | 9:49.45  |                      |
| 12   | Tigest Mekonin     | BRN Bahrein        | 9:49.92  |                      |
| 13   | Maria Bernard      | CAN Canadá         | 9:50.17  |                      |
| 14   | Meryem Akda        | TUR Turquia        | 9:50.28  |                      |
| 15   | Sandra Eriksson    | FIN Finlândia      | 9:56.77  |                      |
| 16   | Luiza Gega         | ALB Albânia        | 9:58.49  |                      |
| 17   | Nastassia Puzakova | BLR Bielorrússia   | 10:14.08 |                      |
| 18   | Amina Bettiche     | ALG Argélia        | 10:26.91 |                      |

#### Bateria 3
| Pos. | Atleta                | CON                | Tempo    | Notas                |
| ---- | --------------------- | ------------------ | -------- | -------------------- |
| 1    | Hyvin Jepkemoi        | KEN Quênia         | 9:24.61  | Q                    |
| 2    | Genevieve LaCaze      | AUS Austrália      | 9:26.25  | Q                    |
| 3    | Courtney Frerichs     | USA Estados Unidos | 9:27.02  | Q                    |
| 4    | Geneviève Lalonde     | CAN Canadá         | 9:30.24  | q                    |
| 5    | Zhang Xinyan          | CHN China          | 9:31.47  |                      |
| 6    | Anna-Emilie Møller    | DEN Dinamarca      | 9:32.68  | Recorde nacional     |
| 7    | Etenesh Diro          | ETH Etiópia        | 9:34.70  | q                    |
| 8    | Aisha Praught         | JAM Jamaica        | 9:35.79  | q                    |
| 9    | Sudha Singh           | IND Índia          | 9:43.29  |                      |
| 10   | Salima El Ouali Alami | MAR Marrocos       | 9:44.83  |                      |
| 11   | Eliane Saholinirina   | MAD Madagascar     | 9:45.92  |                      |
| 12   | Sara Louise Treacy    | IRL Irlanda        | 9:46.24  | q                    |
| 13   | Ancuța Bobocel        | ROU Romênia        | 9:46.28  |                      |
| 14   | Tuğba Güvenç          | TUR Turquia        | 9:49.93  | Recorde da temporada |
| 15   | Maya Rehberg          | GER Alemanha       | 9:51.73  |                      |
| 16   | Belén Casetta         | ARG Argentina      | 9:51.85  |                      |
| 17   | Lennie Waite          | GBR Grã-Bretanha   | 10:14.18 |                      |

### Final

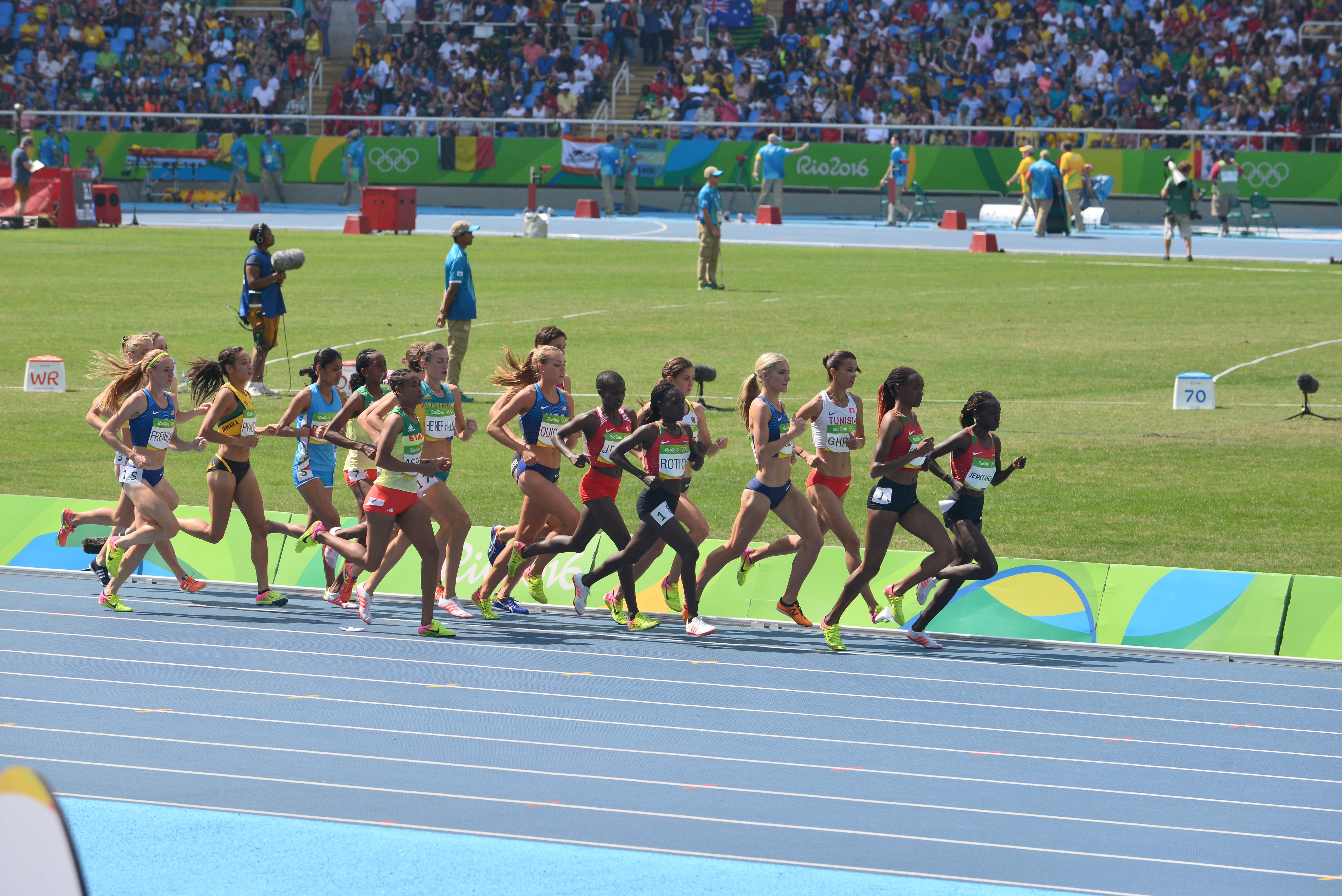
Atletas durante a final.

| Pos.              | Atleta                | CON                | Tempo   | Notas                |
| ----------------- | --------------------- | ------------------ | ------- | -------------------- |
| Medalha de ouro   | Ruth Jebet            | BRN Bahrein        | 8:59.75 | Recorde asiático     |
| Medalha de prata  | Hyvin Jepkemoi        | KEN Quênia         | 9:07.12 |                      |
| Medalha de bronze | Emma Coburn           | USA Estados Unidos | 9:07.63 | Recorde da América   |
| 4                 | Beatrice Chepkoech    | KEN Quênia         | 9:16.05 | Recorde pessoal      |
| 5                 | Sofia Assefa          | ETH Etiópia        | 9:17.15 | Recorde da temporada |
| 6                 | Gesa Felicitas Krause | GER Alemanha       | 9:18.41 | Recorde pessoal      |
| 7                 | Madeline Hills        | AUS Austrália      | 9:20.38 | Recorde pessoal      |
| 8                 | Colleen Quigley       | USA Estados Unidos | 9:21.10 | Recorde pessoal      |
| 9                 | Genevieve LaCaze      | AUS Austrália      | 9:21.21 | Recorde pessoal      |
| 10                | Lalita Babar          | IND Índia          | 9:22.74 |                      |
| 11                | Courtney Frerichs     | USA Estados Unidos | 9:22.87 |                      |
| 12                | Habiba Ghribi         | TUN Tunísia        | 9:28.75 |                      |
| 13                | Lydia Rotich          | KEN Quênia         | 9:29.90 |                      |
| 14                | Aisha Praught         | JAM Jamaica        | 9:34.20 |                      |
| 15                | Etenesh Diro          | ETH Etiópia        | 9:38.77 |                      |
| 16                | Geneviève Lalonde     | CAN Canadá         | 9:41.88 |                      |
| 17                | Sara Louise Treacy    | IRL Irlanda        | 9:52.70 |                      |
| 18                | Fabienne Schlumpf     | SUI Suíça          | 9:59.30 |                      |

Legenda
| Recorde mundial      | Recorde mundial (World record)               |                       | Recorde africano                      | Recorde africano (African) |                                           | Q | Classificado por posição (Qualified) |
| Recorde olímpico     | Recorde olímpico (Olympic record)            | Recorde da América    | Recorde da América (Americas)         | q                          | Classificado por melhor tempo (Qualified) |   |                                      |
| Melhor marca do ano  | Melhor marca do ano (World leading)          | Recorde asiático      | Recorde asiático (Asian)              | DNS                        | Não largou (Did not start)                |   |                                      |
| Recorde nacional     | Recorde nacional (National record)           | Recorde europeu       | Recorde europeu (European)            | DNF                        | Não terminou (Did not finish)             |   |                                      |
| Recorde pessoal      | Recorde pessoal do atleta (Personal best)    | Recorde da Oceania    | Recorde da Oceania (Oceania)          | DSQ / DQ                   | Desclassificado (Disqualified)            |   |                                      |
| Recorde da temporada | Recorde da temporada do atleta (Season best) | Recorde sul-americano | Recorde sul-americano (South America) | NM                         | Sem marca (No mark)                       |   |                                      |